# Fantastiska Nöjen
Fantastiska Nöjen är en dokumentärserie på TV3 och Sveriges största artistförmedling.
TV3 sände ett pilotavsnitt på en timme den 28 januari 2010, avsnittet sågs av 85 000. Programmet fortsatte den 11 mars 2010 men då var programmet förkortat till en halvtimme och sågs av 226 000. 
Fantastiska Nöjen är Sveriges största artistförmedling med drygt 10 000 medlemmar. Företagets kontor ligger vid Globen i Stockholm och vd är Ulf Bejerstrand.